# 진태
진태(陳泰, ? ~ 260년)는 중국 삼국시대 위나라의 군인이자 정치가로 자는 현백(玄伯)이며, 영천군 허창현(許昌縣) 사람이다.

## 생애
후한 시대 청류파의 명문가인 영천 진씨의 일원으로 대학자인 진식(陳寔)의 증손이며, 위의 훈신 진군(陳羣)의 아들이다. 아버지와 함께 청렴결백으로 칭송을 받았다. 그의 가문은 순씨(荀氏) 및 사마씨(司馬氏)와 교분이 깊었으며 사마사(司馬師), 사마소(司馬昭) 형제와는 어릴 적부터 친구 관계이다.
명제 때 산기시랑이 되었고, 조방(曹芳)의 즉위 후에는 형주자사, 진위장군 등을 역임했다. 흉노중랑장이 되어서는 관대하고 균형감 있는 통치로 수완을 발휘해 흉노인들로부터도 존경을 받았다고 한다.
조상(曹爽) 실각 후(249년) 촉이 대대적으로 옹주로 침공해오자 당시 옹주자사, 분위장군이었던 그는 정서장군 곽회(郭淮)가 강유(姜維), 하후패(夏侯霸) 등의 촉군 본대를 상대하는 동안 촉이 국경 지대에 쌓은 국성(麹城, 또는 국산성)을 포위했다. 국성은 험한 산에 의지하고 견고하게 지어져 직접 공격하기는 어려웠으나, 대신 물자 수송이 어렵고 물 공급도 미비한 점을 활용하기 위해 진태는 성내의 군량과 물 보급을 끊는 한편 촉군 본대의 후방을 교란했다. 성을 지키던 구안(句安)과 이흠(李歆) 등은 원군이 도착할 때까지 버텼으나 지원하러 온 요화(廖化) 등도 성을 구원하진 못하고 단념, 퇴로가 완전 끊기기 전에 전면 철수했다. 농성하던 촉군은 고립무원으로 결국 항복했다.
253년 오의 제갈각(諸葛恪)과 촉의 강유가 제각기 대군을 이끌고 위에 침입했다. 촉군에게 호응해 강왕 미당이 남안으로 출진하였는데 진태는 항복한 척 하며 강군이 곽회의 진영을 자신과 함께 기습하도록 유인, 미리 기다리고 있던 곽회의 복병과 함께 동행한 강군을 전멸시키고 곧바로 강군의 본진까지 기습해 미당을 사로잡고 그를 앞잡이로 이용해 강병과 아군을 섞어 사마소가 에워싸인 철롱산을 포위하고 있는 강유의 본진으로 보냈다. 미당을 마중하기 위해 나온 강유를 강병으로 가장했던 위나라 병사들이 곧바로 습격하자 강유는 매우 당황하여 단신으로 도주하였으며 촉군 진영은 지휘 체계의 붕괴와 동맹군으로 여겼던 적군의 예상치 못한 공격으로 혼란에 빠져 무너지고 철롱산의 포위는 풀렸다.
254년 하후현(夏侯玄)의 뒤를 이어 정서대장군, 가절도독이 되어 옹주, 양주(서량)의 전군을 관할했다.
정원 2년(255년), 옹주자사 왕경(王經)에게서 촉이 군대를 셋으로 나누어 기산, 금성, 석영 쪽으로 공격해올 것이라는 보고를 받은 그는 촉군 전력이 삼분해도 좋을 만큼 강하지 않다고 판단, 반드시 한 방향으로만 주력을 투입할 것이라 예상하여 왕경에게는 정예병력을 주어 농서로 통하는 길을 지키게 하고 상규에는 등애를 주둔시킨 후 자신은 본대를 이끌고 진창으로 향하여 진로가 명백해지는 대로 촉군을 함께 협격하기로 했다. 왕경이 속공으로 나온 강유와 조서에서 교전하게 되어 배수진을 친 강유에게 참패하고 패잔병을 이끌고 적도성으로 들어가 농성하게 되자 등애(鄧艾), 호분 등은 승세를 탄 촉군과의 전투를 피해 적도를 내어주고 농우와 관중의 수비태세를 강화한 후 반격으로 나가야 한다고 했다. 진태는 거기에 동의하지 않고 만일 강유가 적도를 점령하고 강족 등과 연합해 곡창 지대인 농서를 비롯해 위군이 지키기 어렵게 된 옹주의 여러 군현을 손에 넣고 만성적인 식량 문제를 해결한 후 동진한다면 사태가 훨씬 심각해질 것이라고 보고 강유의 군대가 무장을 가볍게 하기 위해 물자나 병기를 얼마 데려가지 않은 점을 상기시키며 적도성이 버티는 동안 조속히 공격하면 강유는 퇴각할 수밖에 없을 것이라는 견해를 내었다. 진태가 즉시 적도로 행군하여 촉군을 포위하려 하자 강유는 서둘러 퇴각했다.
이후 낙양에 입조하여 상서좌복야에 임용되었다. 감로 5년(260년), 황제 조모(曹髦)가 사마소의 사주를 받은 성제(成濟)에게 피살당하자 상복 차림으로 나와 조모를 추도하였으며 사건에 깊이 관여한 가충(賈充)을 죽일 것을 요구하였다. 사마소가 그보다 지위가 낮은 사람에게 책임을 묻자고 하자, "그보다 높은 사람이라면 몰라도 낮은 사람에게 물을 수 없소"라고 말하는 기개를 보였다. 같은 해 병사하였으며 사공으로 추증되었다.

## 일화
진태는 당시 유력한 가문의 저명 인사로 공인이 된 이후에도 자주 선물을 받았는데 받은 선물은 손대지 않고 발신자만 기록해 둔 다음 창고에 봉인해 두었다. 이 물건들은 나중에 상서가 되어 낙양으로 돌아온 후에 모두 되돌려 보냈다고 한다.

## 같이 보기
- 삼국지 인물 목록

## 참고 문헌
1. ↑  도리어 사마소에게 직접 책임을 지라고 말한 것이다.
2. ↑  《한진춘추(漢晉春秋)》의 기록에서는 신하의 도리를 다하지 못함을 한탄하며 자결했다고 한다.